# 前ゴムシューズ

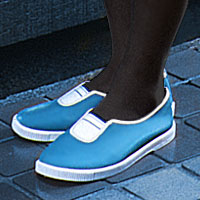
前ゴム運動靴

前ゴムシューズ（まえごむシューズ）とは、スニーカーの一種で、甲の部分にゴムをはめ込んだタイプのものをいう。「前ゴム運動靴」というのが正しい名称である。
いわゆる、昔ながらのズック靴がこれに相当し、甲の部分にエラスチック製の半円形状のゴムをはめ込んだため、「前ゴム」の名前で呼ばれている。分類上は運動靴に属し、紐のないスリッポンスタイルの靴である。
カラーバリエーションは、現在では白が中心だが、水色（コバルト）や黄色のものもわずかながら製造されている。全盛時代には、この他に、赤、紺、鉄紺、緑、グレー、ピンクなど各種の色が製造されていた。素材はビニールが主流だが、昔ながらの布製や皮革製、人造皮革製もある。混紡にポリウレタンが含有されている物もある。
甲の部分にゴムテープを通したタイプの靴を、前ゴムシューズと混同している人がいるが、そのタイプの靴は「バレーシューズ」と呼ばれ、前ゴムシューズとは別の靴である。

## 経緯
このタイプの運動靴は戦前から製造されていたが、昭和30年代に素材をズックからビニール（PVC）に変更してから全国に広まった。なおズック(doek)とはオランダ語で黄麻の繊維を平織りにした布のことをいうが、日本では帆布といわれているものである。
なお、同じタイプのものは韓国でも1950年代から60年代に製造されていた。

## 主な用途
現在は主に上履きとして、学校や工場、オフィスや病院などで使用されているが、1975年頃までは上履きのみでなく、小・中学生のごく一般的な通学靴として広く用いられていた。バレーシューズと異なり、しっかりした造りで、洗濯などによる前ゴム部分の劣化も少なく、丈夫で長持ちし、かなりの長期間の使用に耐える靴である。一部の小学校ではこの靴を「良い子靴」と称し、使用を奨励していた時代もあった。
1970年代後半から1980年代初期に、この靴は一部の女性向のファッション雑誌に紹介されたことから、若い女性のおしゃれ靴としての利用もあった。特にビニール製のコバルト色や黄色、布製のピンクや赤の前ゴムシューズを履いた若い女性を、当時は街中で時々見受けた。
最近ではハイテクスニーカーなどの登場で前ゴムシューズを、子どもたちが下履きとして履かなくなったようだが、足の健康面から見ても、非常に履き心地の良い前ゴムシューズは、成人の一部にも根強い人気があるのも事実である。現在でもコバルト色や黄色のビニール製の前ゴムシューズは、若い女性がファッションとして服の色に合わせてコーディネートして用いる場合もあるほか、クルマ運転時のドライバーシューズとしての利用もあるようだ。

## バリエーション

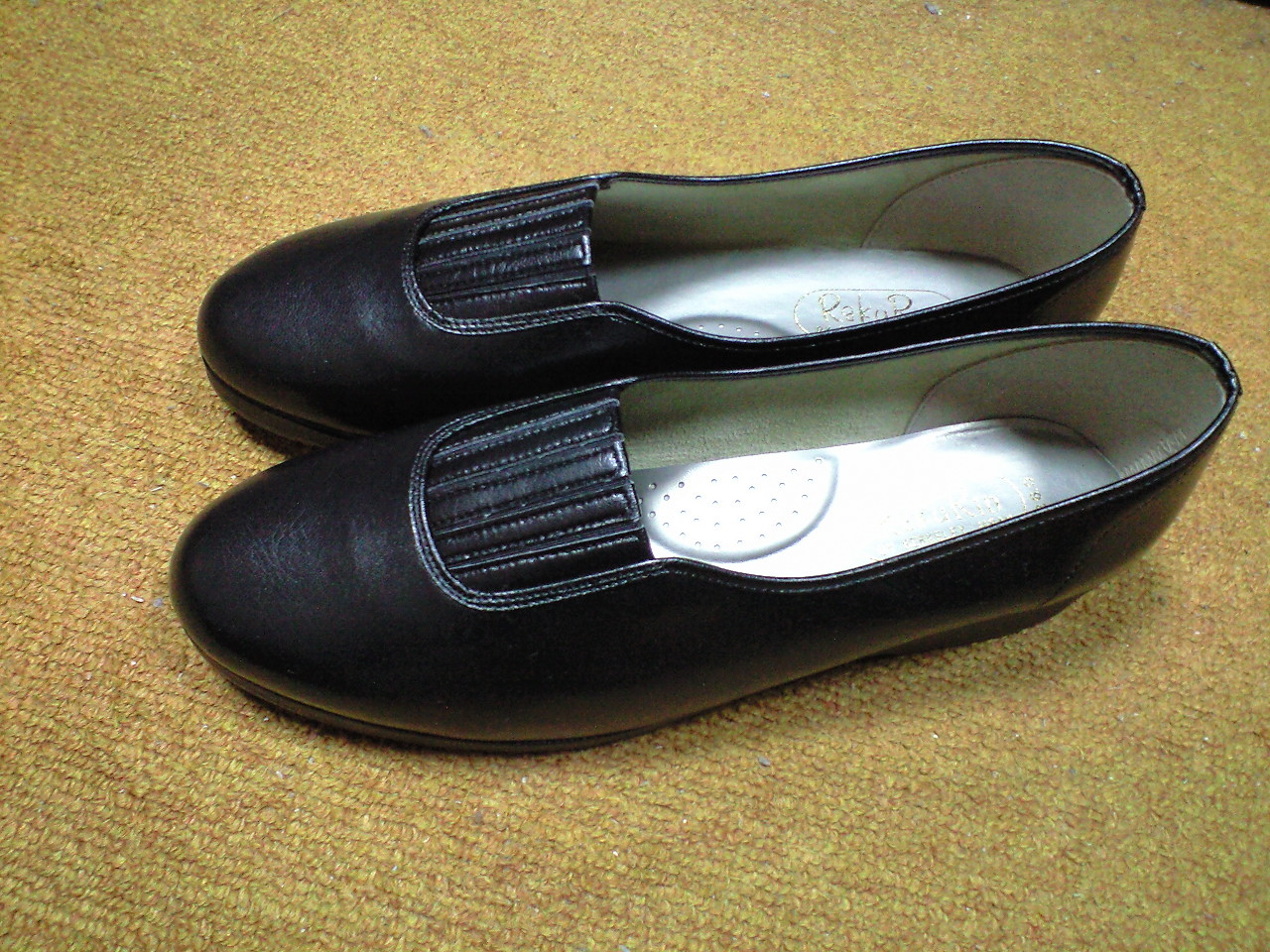
牛革製の前ゴムシューズ

前ゴムのデザインを三角形にして、素材も通気性の良いメッシュになったタイプが登場し、このタイプは中学校や高校の上履きとして多く用いられるようになった。
この他、婦人のおしゃれ靴や乳幼児向けの靴にも同様のデザインのものは存在する。革製、布製と素材も様々だが、甲の部分にゴムを入れてあるという共通のスタイルをしている。
輸入雑貨店にも前ゴムタイプの靴は時折見られることから、中国やその他のアジア諸国でも同様の靴が製造されているようである。

## ラインナップ

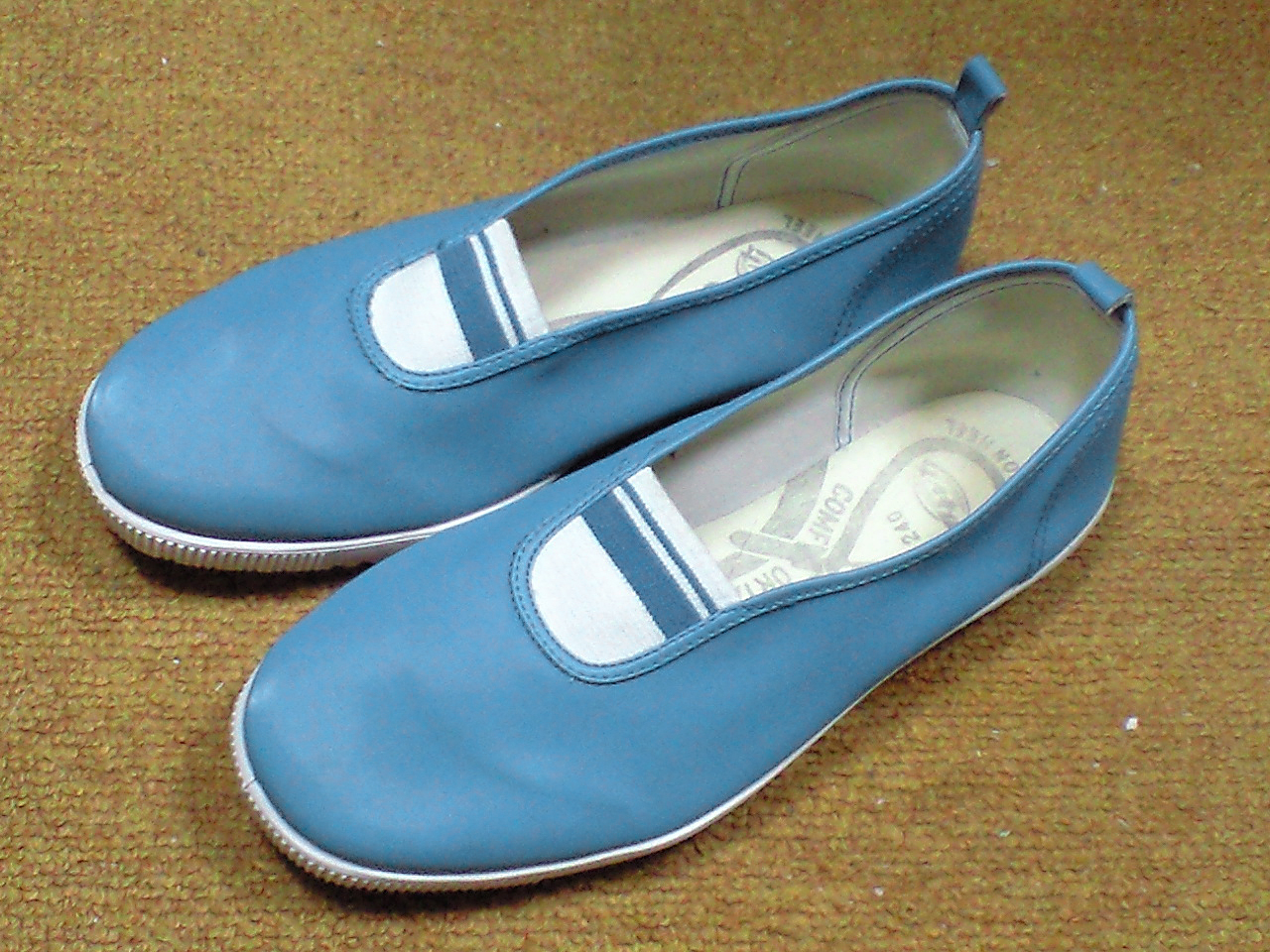
アキレス：ハイロケット（コバルト）24cm(1970年代の商品)

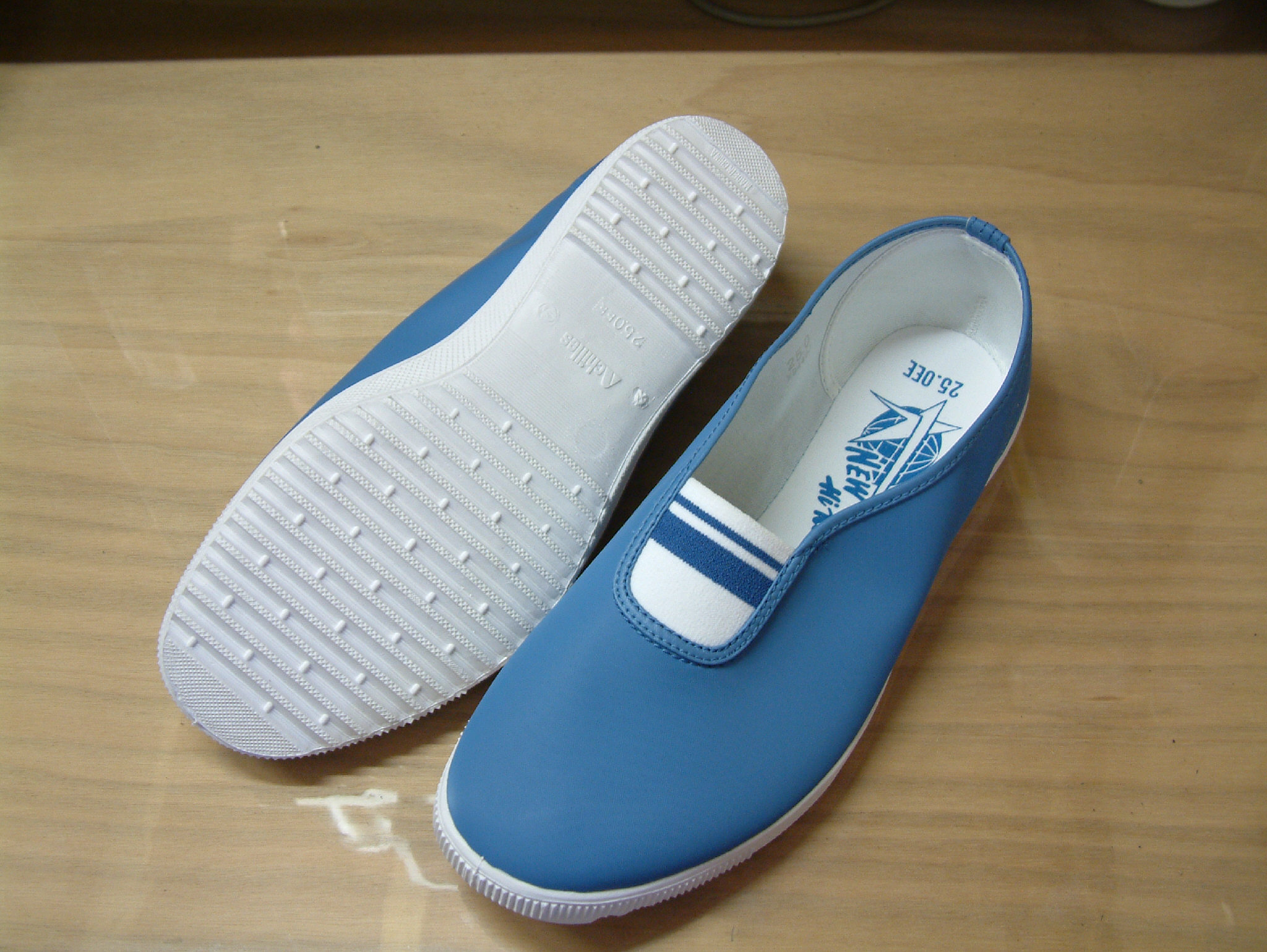
アキレス：ハイロケット（コバルト）25.0cm(現行商品)

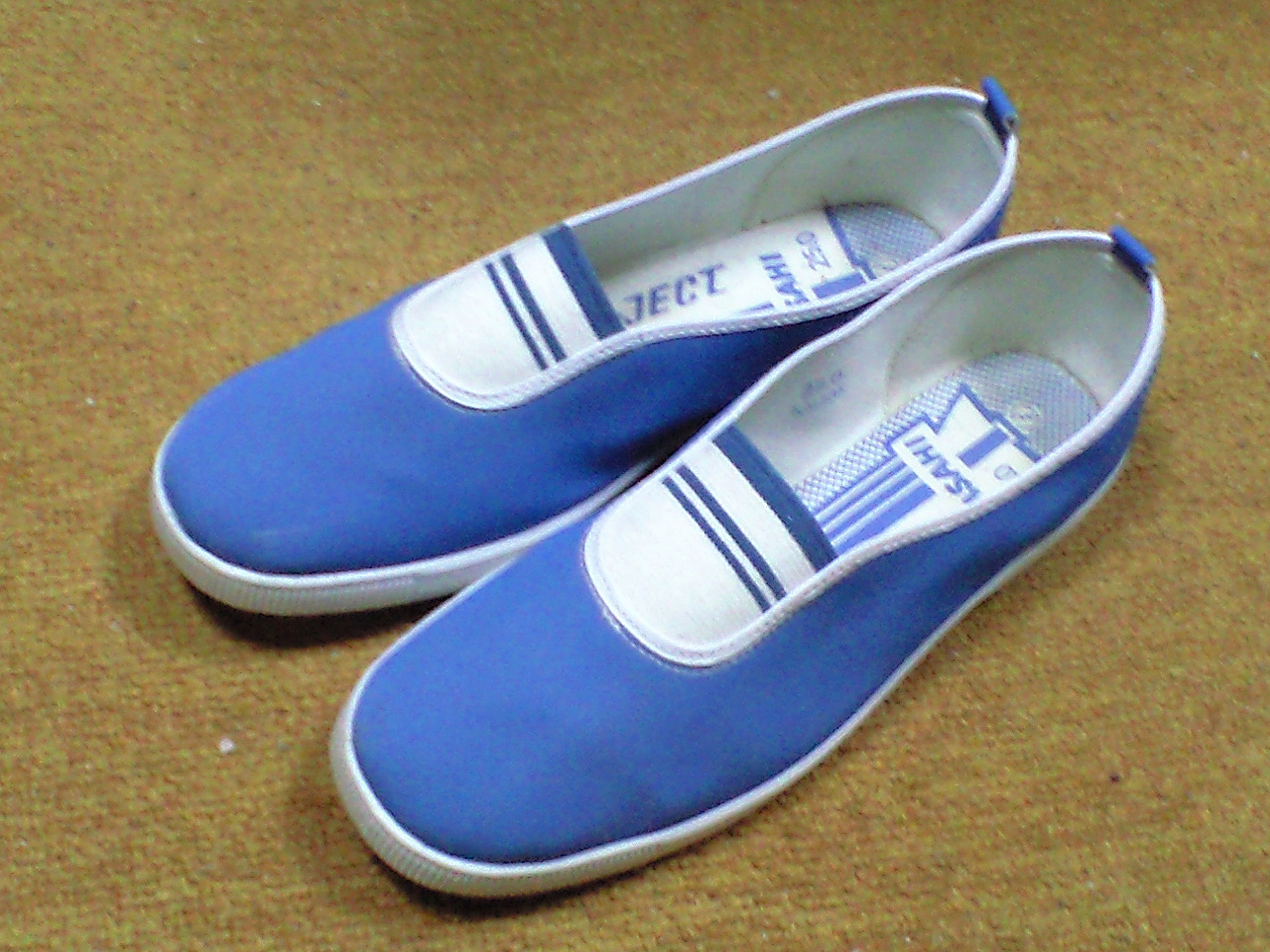
アサヒコーポレーション：ハイゼクトスクール（コバルト）25cm（2007年の商品）

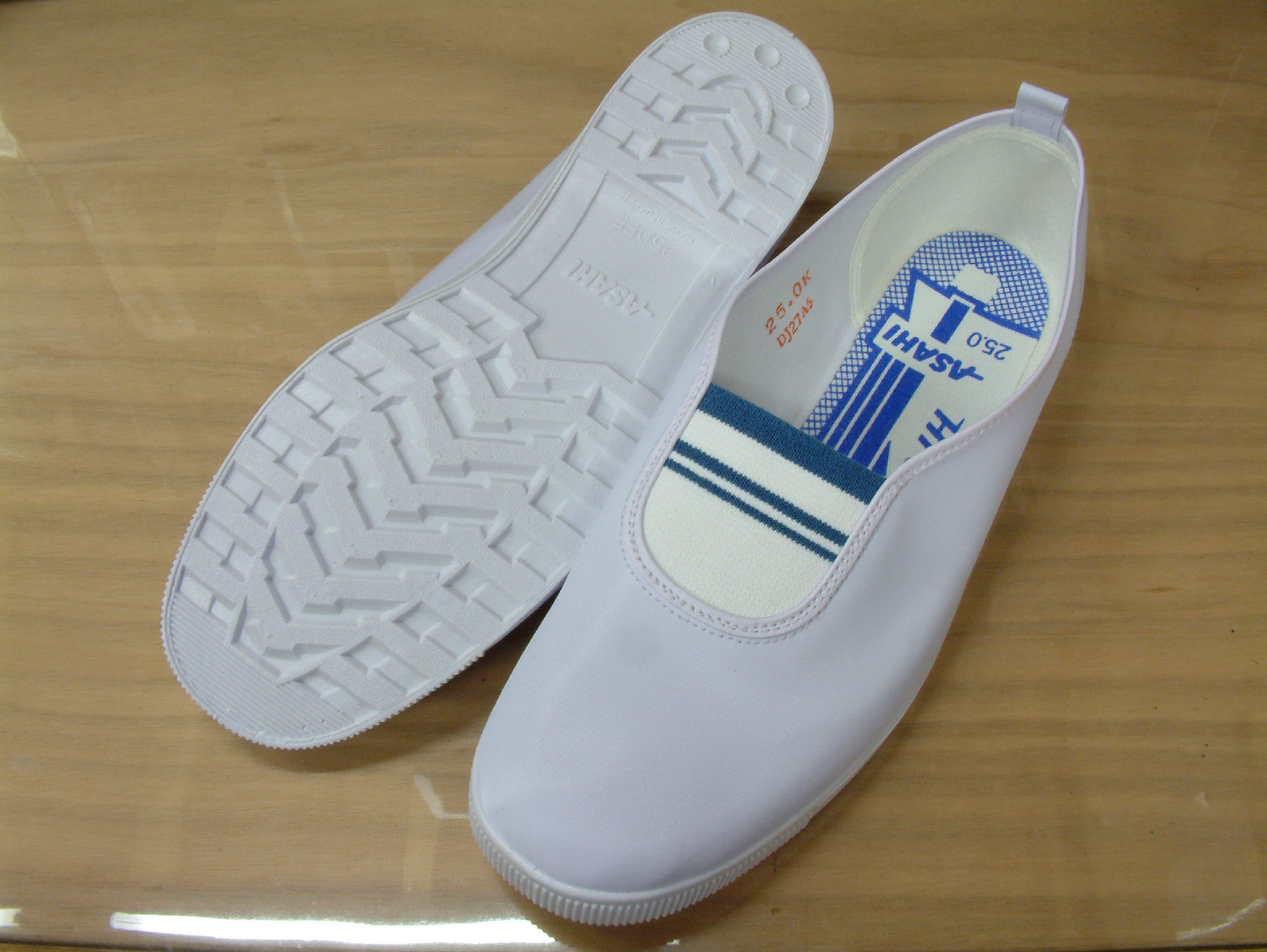
アサヒコーポレーション：ハイゼクトスクールK抗菌効果
（白）25.0cm（現行商品）

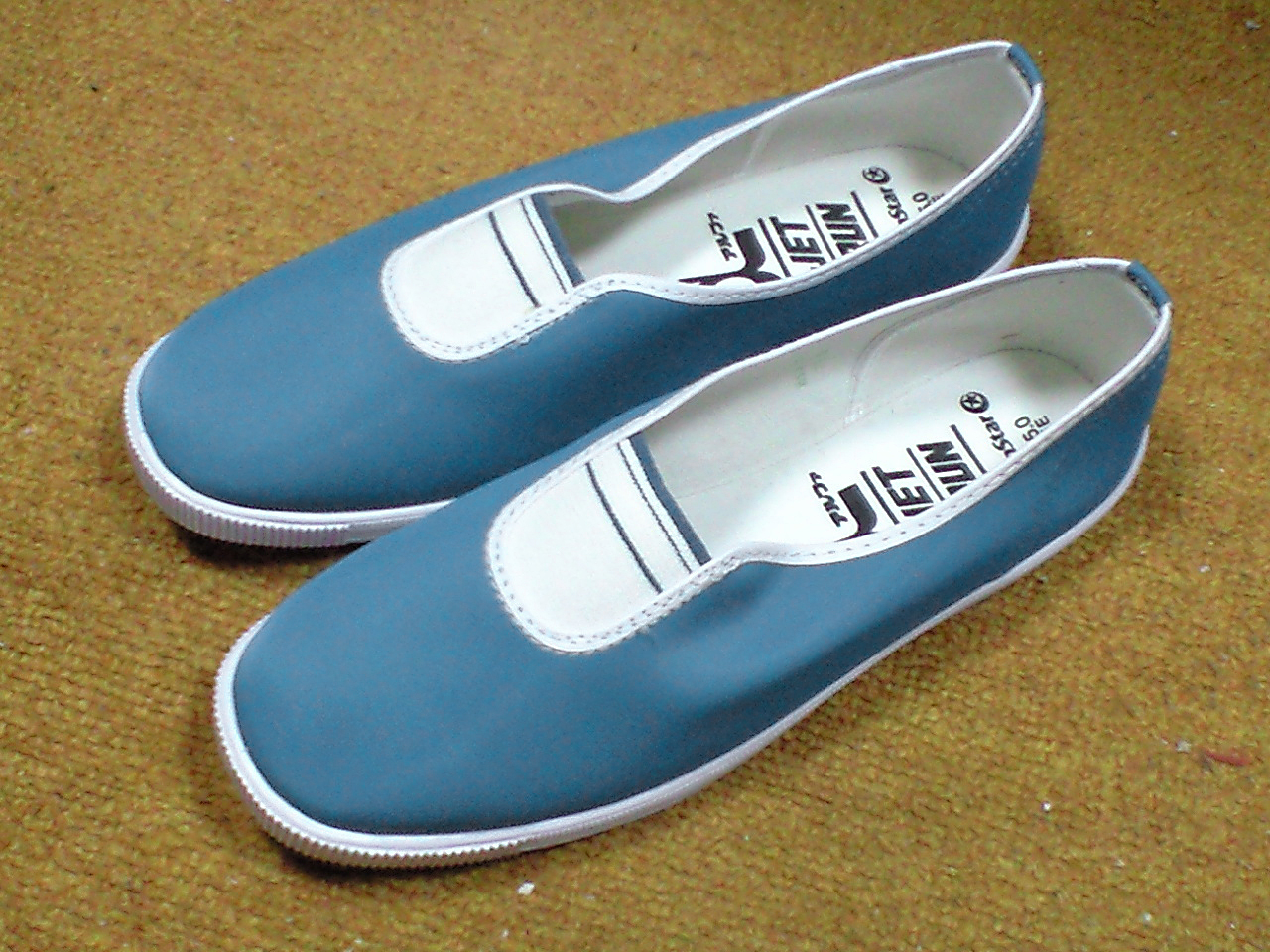
ムーンスター：αジェットラン（新空）25cm（現行商品）

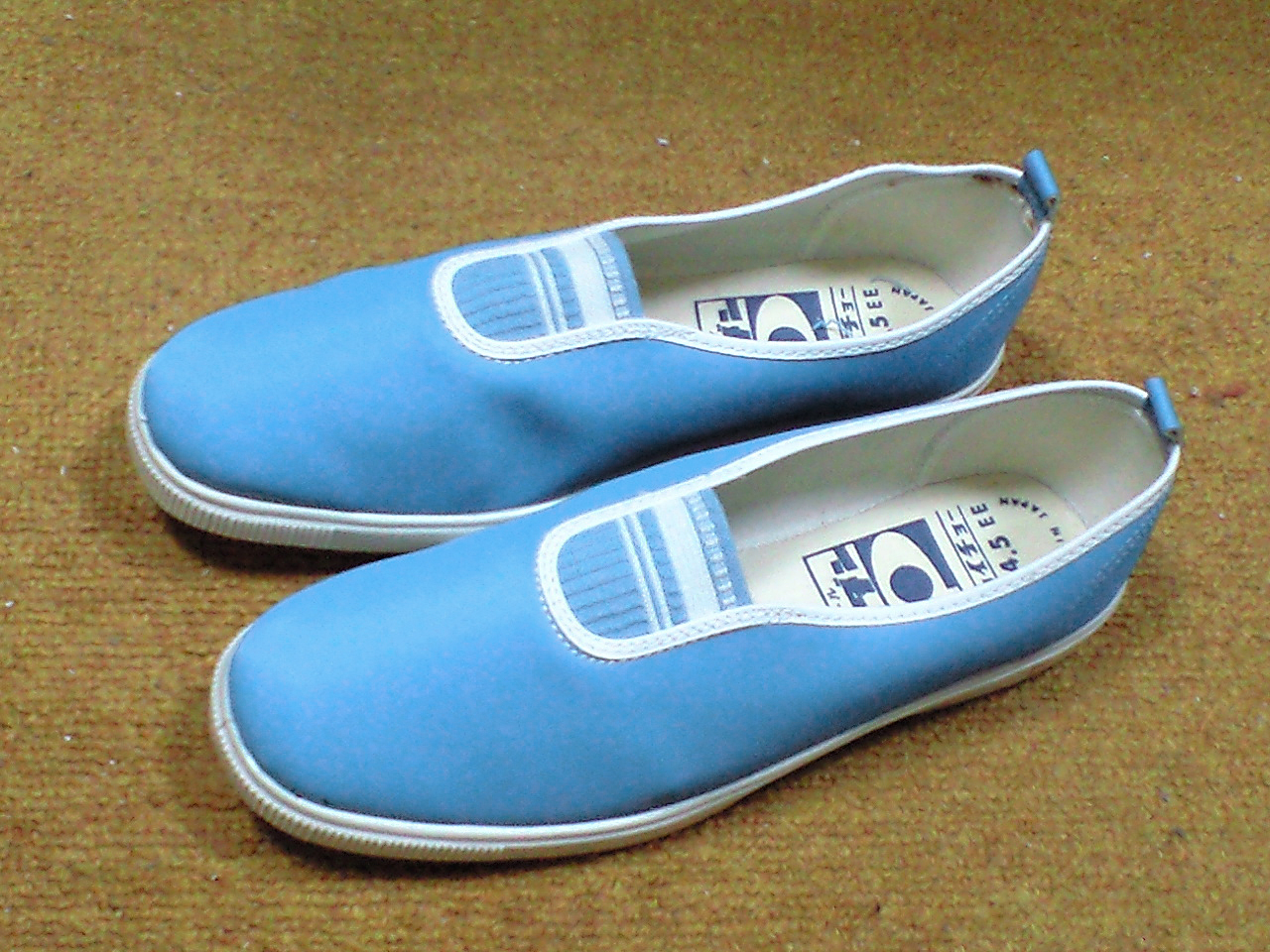
世界長：ビニールロダン（コバルト）24.5cm（絶版）

写真は各メーカーの青系色のタイプを中心に示しているが、色はメーカーにより、かなり違っている。履き込みの深さ、甲の高さ、前ゴムの形状、ラインの入れ方など微妙なニュアンスの違いがあるのが面白い。靴本体の仕様は何れもEEサイズではあるが、これもメーカーにより、ばらつきがある。市場価格はビニール製が1000円前後、布製はやや高く1300円から2000円くらいが相場であるが、一般的な運動靴の相場と比べると安価で販売されている。
ただ、全国的に見ても都市部では常時在庫を置く小売店は少なく、地域によっては取り寄せなどの方法でないと入手が難しいが、インターネットのショッピングサイトなどでは、メーカーの通販サイトで購入できる他、他にも扱っている靴の専門店舗がいくつか有る。
なお、現在、昔ながらのデザインの前ゴムシューズを製造している主なメーカーは以下の通りである。
アキレス
「ハイロケット」の商品名で、カラーは白（甲ゴムのラインが赤、紺）・コバルト・黄色が製造されていて、サイズバリエーションは15.0cmから25.0cmまで。甲材はPVC、靴底はビニール製。このメーカーのみ、履き込み口の縁取りが白ではなく、靴本体の色と同じ色が用いられている。
かつては甲材が布製で加工された「ニューバレー」の前ゴムタイプが14.0cmから25.0cmでラインアップされていたが、現在は生産中止となっている。
アサヒシューズ
「ハイゼクトスクールK」の商品名で、カラーは白（甲ゴムのラインは紺）のみが製造されている。サイズバリエーションは14.0cmから25.0cmまで。甲材はPVC抗菌効果、靴底はビニール製。
2011年6月まではハイゼクトスクールの商品名で、白（甲ゴムのラインが赤、紺）およびコバルトが製造されており、私立の女子校（特にコバルト色）など、一部の教育機関では校内履きとして指定されていた。2011年7月より会社の商品の価格見直しその他内的な事情により大幅な値上げを行った新製品「ハイゼクトスクールK」に切り替わったが、この商品は、旧来製品と外観上の差異はほとんど無く、若干履き込み口より、つま先部分の割合が長くなったと感じられる程度である。新製品のラインナップは白だけになり、サイズレンジなどに変更はない。従来の希望小売価格880円が1200円（何れも税別）に変更されたが、これに伴い靴に抗菌加工を施し付加価値を付けたとメーカーは言っている。コバルト色に関しては需要が大幅に減ったので製造の予定はないということである。なお、旧製品と新製品の見分け方は靴の内側面に印字されているサイズ記号の最後にKが付き、文字色がオレンジになっているのが新製品である（旧製品は文字色は紺）。
また、かつては布製の、「黒マエ」、「前ゴム紺」、「白マエ」の3種が製造され、それぞれ黒、紺、白でサイズは黒が26cm、紺と白が28cmまで用意されており、高校などの上履きに指定されていたが、2011年度に入り製造が中止された。
ムーンスター
「αジェットラン」の商品名で、カラーは白（甲ゴムのラインが赤、紺）・新空（水色）・黄色の3色で、サイズバリエーションは14.0cmから25.0cmまで。このメーカーの前ゴムはアサヒのものに比べ、約0.5cm小さ目のサイズである。
また同じデザインで「バイオエース」という商品名があり、カラーは白のみ（甲ゴムのラインが赤、紺）で、サイズバリエーションは14.0cmから25.0cmまで。甲材がパール調仕上げ（一般のビニール製は絹目）となっており、こちらのほうがやや価格が高い。
布製としては、「フレッシュメイト60」の商品名で白、黒のみが再版されている。この商品では前ゴムの部分にラインが入っておらず、前ゴムの大きさ自体もやや小さい印象を受ける。ラインナップは21.5cmから25.0cmで、26cmは無い模様。
この他、ごく限定された地域の上履き用途にアサヒの黒マエに類似した、布製の黒の「改良黒甲」という商品も存在する。
布製としては、フレッシュメイト50の商品名で白、黒、紺（青）が製造されていたが、2009年に製造中止になった。サイズは14cmから26cmまであった。
かつては、この他のメーカー(世界長：ビニールロダン、岡本理研：アポニール。いずれも24.5cmまで など)も製造していたし、OEM生産も数多く存在したが、消費者の嗜好の変化により、徐々に撤退し、平成に入ってからは殆ど見られなくなった。